# Salomón Rodríguez
Ederson Salomón Rodríguez Lima (San Gregorio de Polanco, Uruguay; 16 de febrero de 2000) es un futbolista uruguayo. Juega de delantero y su equipo actual es Colo-Colo, de la Primera División de Chile.

## Trayectoria
Rodríguez comenzó su carrera en Rentistas. Debutó en el primer equipo el 16 de febrero de 2020 ante Nacional.
El 1 de febrero de 2022, el delantero fichó con el Godoy Cruz de la Primera División de Argentina. Anotó 13 goles en su primer año en Argentina.
El 14 de enero de 2025 fue anunciado como nuevo jugador de Colo-Colo, donde afrontará el centenario del club. El 30 de enero marcó su primer gol por Copa Chile ante Deportes Limache, justo en su debut.  

## Estadísticas

### Clubes
Actualizado hasta su último partido disputado el 12 de junio de 2025.
| Club                      | Div.          | Temporada     | Liga  | Liga  | Liga   | Copas nacionales | Copas nacionales | Copas nacionales | Torneos internacionales | Torneos internacionales | Torneos internacionales | Total | Total | Total  |
| Club                      | Div.          | Temporada     | Part. | Goles | Asist. | Part.            | Goles            | Asist.           | Part.                   | Goles                   | Asist.                  | Part. | Goles | Asist. |
| ------------------------- | ------------- | ------------- | ----- | ----- | ------ | ---------------- | ---------------- | ---------------- | ----------------------- | ----------------------- | ----------------------- | ----- | ----- | ------ |
| C. A. Rentistas · Uruguay | 1.ª           | 2020          | 30    | 5     | 4      | —                | —                | —                | —                       | —                       | —                       | 30    | 5     | 4      |
| C. A. Rentistas · Uruguay | 1.ª           | 2021          | 24    | 10    | 1      | —                | —                | —                | 6                       | 1                       | 0                       | 30    | 11    | 1      |
| C. A. Rentistas · Uruguay | Total club    | Total club    | 54    | 15    | 5      | 0                | 0                | 0                | 6                       | 1                       | 0                       | 60    | 16    | 5      |
| Godoy Cruz Argentina      | 1.ª           | 2022          | 26    | 6     | 2      | 16               | 7                | 0                | —                       | —                       | —                       | 42    | 13    | 2      |
| Godoy Cruz Argentina      | 1.ª           | 2023          | 26    | 5     | 4      | 18               | 2                | 1                | —                       | —                       | —                       | 44    | 7     | 5      |
| Godoy Cruz Argentina      | 1.ª           | 2024          | 23    | 8     | 1      | 12               | 0                | 0                | —                       | —                       | —                       | 35    | 8     | 1      |
| Godoy Cruz Argentina      | Total club    | Total club    | 75    | 19    | 7      | 46               | 9                | 1                | 0                       | 0                       | 0                       | 121   | 28    | 8      |
| Colo-Colo · Chile         | 1.ª           | 2025          | 8     | 0     | 0      | 5                | 2                | 0                | 3                       | 0                       | 0                       | 16    | 2     | 0      |
| Colo-Colo · Chile         | Total club    | Total club    | 8     | 0     | 0      | 5                | 2                | 0                | 3                       | 0                       | 0                       | 16    | 2     | 0      |
| Total carrera             | Total carrera | Total carrera | 137   | 34    | 12     | 51               | 11               | 1                | 9                       | 1                       | 0                       | 197   | 46    | 13     |
| 1. 2. 3.                  |               |               |       |       |        |                  |                  |                  |                         |                         |                         |       |       |        |